# Marian Noga (ekonomista)
Marian Noga (ur. 24 maja 1946 w Nowym Sączu) – polski ekonomista i nauczyciel akademicki, profesor nauk ekonomicznych, były rektor Akademii Ekonomicznej we Wrocławiu, senator IV i V kadencji, w latach 2004–2010 członek Rady Polityki Pieniężnej.

## Życiorys
Ukończył szkołę podstawową i średnią w Nowym Sączu, a w 1969 studia w Wyższej Szkole Ekonomicznej we Wrocławiu. Po ukończeniu studiów podjął pracę na tej uczelni; był asystentem i starszym asystentem, następnie adiunktem i docentem. W 1976 doktoryzował się na Leningradzkim Uniwersytecie Państwowym, a w 1986 uzyskał stopień doktora habilitowanego na macierzystej uczelni. W 1995 otrzymał tytuł profesora nauk ekonomicznych, został profesorem nadzwyczajnym swojej uczelni, a w 1998 objął stanowisko profesora zwyczajnego. W latach 1995–1999 pełnił funkcję dziekana Wydziału Gospodarki Narodowej, a od 1999 do 2005 był rektorem akademii. Później został profesorem zwyczajnym w Wyższej Szkole Bankowej we Wrocławiu.
Z ramienia Sojuszu Lewicy Demokratycznej zasiadał w Senacie dwóch kadencji. W 2000 w wyniku wyborów uzupełniających objął mandat senatora z byłego województwa wrocławskiego (po Bogdanie Zdrojewskim). Został ponownie wybrany z okręgu wrocławskiego w wyborach parlamentarnych w 2001. W V kadencji przewodniczył Komisji Skarbu Państwa i Infrastruktury. W styczniu 2004 złożył mandat w związku z wyborem w skład Rady Polityki Pieniężnej, w której zasiadał do 2010.
Był prezesem zarządu głównego Akademickiego Związku Sportowego (2001–2003). Działacz organizacji Rotary Club. W pracy naukowej zajął się teorią wzrostu gospodarczego, polityką fiskalną i monetarną, ekonomicznymi aspektami ochrony środowiska. Ogłosił ponad 120 publikacji naukowych, w tym kilka monografii. W 1998 był jednym z recenzentów pracy doktorskiej Jerzego Jankowskiego (ówczesnego posła SLD), uznanej następnie za plagiat. W książce Makroekonomia Mariana Nogi znalazły się teksty zaczerpnięte z publikacji innych autorów. W 2024 powołany na członka rady nadzorczej KGHM Polska Miedź.

## Odznaczenia
W 2010 otrzymał odznakę honorową „Za zasługi dla bankowości Rzeczypospolitej Polskiej”.